# Salomon Jadassohn
Salomon Jadassohn, né le 13 août 1831 à Breslau et décédé à Leipzig le 1er février 1902, est un pianiste et compositeur allemand d'origine juive, professeur renommé de piano et composition au Conservatoire de Leipzig.

## Biographie
Salomon Jadassohn étudie dans sa ville natale le violon et le piano avec Hermann Hesse, Lüstner et Brosig, avant d’entrer en 1848, au Conservatoire de Leipzig où il ne reste qu’un an, préférant se perfectionner avec Franz Liszt à Weimar, de 1849 à 1852. Il retourne au conservatoire, termine ses études par des cours privés de composition qu'il reçoit de Moritz Hauptmann et demeure à Leipzig jusqu'à la fin de sa vie. 
Il devient professeur de piano, puis chef du chœur de la synagogue, de la société chorale Psaltérion qu'il fonde en 1866 et des concerts Euterpe. Nommé professeur assistant en 1871, puis en 1893 professeur royal, il enseigne l’harmonie, le contrepoint, la composition, l'instrumentation et le piano au conservatoire de Leipzig. Il est fait docteur honoris causa de l’université de Leipzig en 1887. « Travailleur érudit et intègre, il a codifié les idées traditionnelles de l'harmonie, du contrepoint et de la forme dans ses manuels » et, convaincu de l'immuabilité des lois de l'harmonie, il devient dans le domaine de l'enseignement musical le tenant d'un conservatisme qui sera propagé par ses élèves, à leur tour devenus pédagogues influents, tant en Allemagne que dans d'autres pays. Son importance en tant que théoricien ne saurait être mise en doute.
« Si Jadassohn était apprécié comme professeur par les autorités académiques, ses élèves ne le trouvaient pas souvent inspirant ». Parmi ses nombreux élèves, se trouvent notamment : Edvard Grieg, Ferruccio Busoni, Frederick Delius, Paul Homeyer (de), Richard Franck, Sigfrid Karg-Elert, Ruben Liljefors (en), Emil Řezníček et Felix Weingartner.
Ses œuvres sont influencées par Wagner et Liszt, qu'il admirait particulièrement, mais furent critiquées. W.W. Cobbett estime par exemple que « sa musique fait davantage preuve d’un brillant superficiel que de profondeur ».
Ses deux concertos pour piano ont été enregistrés par Markus Becker pour le label Hyperion.

## Œuvre
Le catalogue des compositions de Jadassohn compte plus de 140 numéros, dans tous les genres. Ces œuvres révèlent « une grande habileté technique à défaut d’inspiration », écrit George Grove. 

### Écrits
Salomon Jadassohn a publié des écrits théoriques sur l'harmonie, le contrepoint, etc. publiés chez Breitkopf & Härtel entre 1883 et 1901. Certains ouvrages ont été traduits tant en anglais, qu'en français.

### Piano
- Nombreuses pièces, en majorité des Salonstücke, Charakterstücke, Arabesken, Klavierstücke, Phantasiestücke, Mazurkas, etc.

### Musique de chambre
- Sonate pour violon et piano, op. 5 (1857)
- Quatuor à cordes en ut mineur, op. 10 (1858)
- Trio avec piano en fa majeur, op. 16 (1858)
- 3 petits morceaux pour violon et piano, op. 18 (1858)
- Trio avec piano en mi majeur, op. 20 (1860)
- Trio avec piano en ut mineur, op. 59 (1880)
- Quintette avec piano en ut mineur, op. 70 (1883)
- Quintette avec piano en fa majeur, op. 76 (1884)
- Quatuor avec piano en ut mineur, op. 77 (1884)
- Sérénade pour flûte, 2 violons, alto, violoncelle et contrebasse en ré majeur, op. 80 (1886)
- Trio avec piano en ut mineur, op. 85 (1887)
- Quatuor avec piano en sol majeur, op. 86 (1887)
- Romance pour violon et piano, op. 87 (1887)
- Konzertstück pour flûte et piano en sol majeur, op. 97 (1888)
- Sextuor pour piano à 4 mains et quatuor à cordes en sol majeur, op. 100 (1888)
- Quatuor avec piano en la mineur, op. 109 (1890)
- Quintette avec piano en sol mineur, op. 126 (1895)
- Nocturne pour flûte et piano en sol majeur, op. 133 (1896)
- Capriccio pour flûte et piano en ré mineur, op. 137 (1898)

### Orchestre
- 4 symphonies
  - Symphonie n°1 en ut majeur, op. 24 (1861)
  - Symphonie n°2 en la majeur, op. 28 (1865)
  - Symphonie n°3 en ré majeur, op. 50 (1876)
  - Symphonie n°4 en ut mineur, op. 101 (1889)
- 2 concertos pour piano
  - Concerto pour piano n°1 en ut mineur, op. 89 (1887)
  - Concerto pour piano n°2 en fa mineur, op. 90 (1887)
- Cavatines
  - Cavatine en mi majeur pour violon et orchestre, op. 69 (1882)
  - Cavatine en fa majeur pour violoncelle et orchestre, op. 120 (1894)
- Sérénades
  - Sérénade pour orchestre n°1 en 4 canons op. 42 (1872)
  - Sérénade pour orchestre n°2 en ré majeur op. 46 (1875)
  - Sérénade pour orchestre n°3 en la majeur op. 47 (1876)
  - Sérénade pour orchestre n°4 en fa majeur op. 73 (1884)
  - Sérénade pour flûte et cordes en ré majeur op. 80 (1886)
- Ouvertures

### Musique vocale
- Plusieurs mélodies pour voix et piano (op. 6, 9, 30, 34, 36, 38, 52, 78, 81, 110)
- Musique vocale sacrée
  - Deux chants religieux pour chœur et solistes, op. 2 (1857) 
    - 1. Neige, o Herr, dein Ohr
    - 2. Herr, schau herab

  - Psaume 24 ("Des Herren ist die Erde und was sie füllt") pour soliste, chœur et cuivres, op. 29 (1865)
  - Herr Gott dich preisen wir. Motet pour voix d'hommes, op. 38 (1874)
  - Psaume 67 ("Gott sei uns gnädig"). Motet pour chœur mixte a cappella, op. 41 (1871)
  - saume 13 ("Herr, Herr, wie lange willst du mein vergessen") pour soprano, alto and orgue/piano/harmonium, op. 43 (1875)
  - Was betrübst du dich, meine Seele? Motet pour chœur, op. 44 (1875)
  - Gott ist gross und allmächtig. Hymne pour chœur d'hommes et cuivres, op. 45 (1875)
  - Verheißung (Promesse). Koncertstück pour chœur et orchestre, op. 55 (1879)
  - Psaume 100 ("Jauchzet dem Herrn") pour alto, chœur et orchestre, op. 60 (c. 1881)
  - Trostlied, nach Worten der heiligen Schrift, pour chœur et orchestre, op. 65 (1882)
  - Herr, der du Alles wohlgemacht. Motet pour chœur et orgue, op. 84 (1887)
  - Psaume 43 ("Richte mich, Gott") pour chœur, op. 96 (1888)
  - Danklied ("Kann ichs ermessen") pour chœur et orchestre à cordes ou orgue, op. 106 (1886)
  - Psaume 121 ("Ich hebe meine Augen auf") pour chœur et orgue ad lib., op. 128 (1896)